# Zayed bin Sultan Al Nahyan
Zayed bin Sultan Al Nahyan (in arabo ٱلـشَّـيْـخ زَايِـد بِـن سُـلْـطَـان آل نَـهْـيَـان‎?; al-'Ayn, 6 maggio 1918 – Abu Dhabi, 2 novembre 2004), è stato presidente degli Emirati Arabi Uniti dal 1971 al 2004 ed emiro di Abu Dhabi dal 1955 al 2004. Fu il padre fondatore e il principale motore della formazione degli Emirati Arabi Uniti, diventando il primo presidente dell'Unione (in arabo: رئيس, latinizzato: ra'īs), carica che mantenne per un periodo di quasi 33 anni, dal 1971 fino alla sua morte nel 2004.
Negli Emirati Arabi Uniti è comunemente noto come "Padre della Patria".
Seppe creare un'entità statale prospera e basata sullo Stato sociale grazie al petrolio e a un imponente giro d'affari. Utilizzò le rendite ricavate dalle esportazioni di petrolio per sostenere lo sviluppo anche degli altri emirati e di altri paesi come la Bosnia, lo Yemen e il Libano.
Grazie agli enormi introiti provenienti dall'esportazione del petrolio, Zayed era considerato uno degli uomini più ricchi al mondo.

## Biografia
Zayed era il più giovane dei quattro figli dello sceicco Sultan II bin Zayed Al Nahyan. Suo padre fu emiro di Abu Dhabi dal 1922 fino al suo assassinio nel 1926. Zayed era il più giovane di quattro fratelli. Il maggiore di essi, Shakhbut, divenne emiro di Abu Dhabi dopo che anche suo zio, Saqr bin Zayed, fu assassinato nel 1928. Sua madre era Sheikha Salama bint Butti. Suo padre strappò ai suoi figli la promessa di non usare violenza l'uno contro l'altro, un impegno che mantennero. Zayed prese il nome da suo nonno, lo sceicco Zayed I, detto "Il Grande", che governò l'emirato dal 1855 al 1909. Al tempo della nascita di Zayed, lo sceiccato di Abu Dhabi era uno dei sette Stati della Tregua posti lungo la costa sud del golfo Persico. Era appassionato di falconeria.
Normalmente si ritiene che sia nato a Qasr Al Hosn, un antico forte ad Abu Dhabi, anche se alcune fonti affermano che nacque ad al-ʿAyn. È noto che si trasferì da Abu Dhabi ad al-ʿAyn nel 1927, dopo l'assassinio di suo padre. Negli anni della sua infanzia non c'erano scuole moderne lungo la costa. Ricevette quindi un'istruzione di base nei principi dell'Islam e visse nel deserto con i membri delle tribù beduine, familiarizzando con la vita delle persone, le loro abilità tradizionali e la loro capacità di sopravvivere in difficili condizioni climatiche.

### Carriera e regno
Nel 1946 venne nominato governatore della regione orientale dell'emirato di Abu Dhabi. Prese residenza nel forte Muwaiji ad al-ʿAyn. A quell'epoca, l'area era povera e soggetta a epidemie. Quando la compagnia Petroleum Development (Trucial Coast) iniziò a cercare il petrolio nella zona, Zayed prese parte alle operazioni.
Nel 1952, una piccola forza saudita guidata da Turki bin Abd Allah al-Otaishan occupò il villaggio di Hamasa nell'oasi di al-Buraymi. Tale fatto è noto come "controversia di Buraimi". Zayed fu prominente nella sua opposizione alle rivendicazioni territoriali saudite e, secondo quanto riferito, respinse una tangente di circa 30 milioni di sterline per consentire alla Aramco di effettuare ricerche di petrolio nell'area disputata. Nel 1955 Zayed e suo fratello Hazza portarono la controversia al tribunale arbitrario di Ginevra e diedero la loro testimonianza ai membri della corte. Quando abbandonarono il tribunale, accusandolo di essere stato corrotto dai sauditi, gli inglesi iniziarono la rioccupazione dell'oasi di al-Buraymi attraverso una forza militare locale, i Trucial Oman Levies. Seguì un periodo di stabilità durante il quale Zayed contribuì a sviluppare la regione e si interessò in particolare al ripristino del sistema dei falaj, una rete di canali d'acqua che manteneva irrigate e fertili le piantagioni dell'oasi.
La scoperta del petrolio nel 1958 e l'inizio delle esportazioni nel 1962, portarono frustrazione tra i membri della famiglia reale per la mancanza di progressi sotto il governo dello sceicco Shakhbut. Il 6 agosto 1966 l'emiro fu deposto in un colpo di Stato incruento. La mossa per sostituire Shakhbut con Zayed ricevette il sostegno unanime della famiglia Al Nahyan. La notizia fu trasmessa a Shakhbut dal residente britannico ad interim Glen Balfour-Paul che aggiunse il sostegno degli inglesi a quello della famiglia. Shakhbut alla fine accettò la decisione e, con gli scout dei Trucial Oman Levies che fornivano un trasporto sicuro, partì per il Bahrein. Successivamente visse a Khorramshahr, in Iran, prima di tornare a vivere ad al-Buraymi.
Alla fine degli anni '60, Zayed assunse Katsuhiko Takahashi, un architetto giapponese, per progettare e pianificare la moderna città di Abu Dhabi.
Tra l'8 e l'11 gennaio 1968, il ministro degli esteri del Regno Unito, Goronwy Roberts, visitò gli Stati della Tregua e annunciò ai suoi scioccati monarchi che il Regno Unito avrebbe abrogato i trattati stipulati nei decenni precedenti e intendeva ritirarsi dalla zona. In una riunione tenutasi il 18 febbraio 1968 su un altopiano desertico al confine tra Dubai e Abu Dhabi, lo sceicco Zayed e lo sceicco Rashid bin Sa'id Al Maktum di Dubai proposero agli altri monarchi di formare una Federazione e tentarono di coinvolgerli per formare una nazione vitale sulla scia del ritiro britannico.
Nel 1971, dopo negoziati occasionalmente difficili con gli altri sei sovrani degli Stati della Tregua, nacquero gli Emirati Arabi Uniti. Zayed nello stesso anno fu eletto presidente della Federazione e fu riconfermato in altre quattro occasioni: nel 1976, nel 1981, nel 1986 e nel 1991.
Nel 1974, Zayed risolse l'eccezionale controversia sui confini con l'Arabia Saudita con il trattato di Gedda. Con esso l'Arabia Saudita ricevette la produzione del giacimento di Shaybah e un accesso al golfo Persico inferiore in cambio del riconoscimento degli Emirati Arabi Uniti.

### Atteggiamenti

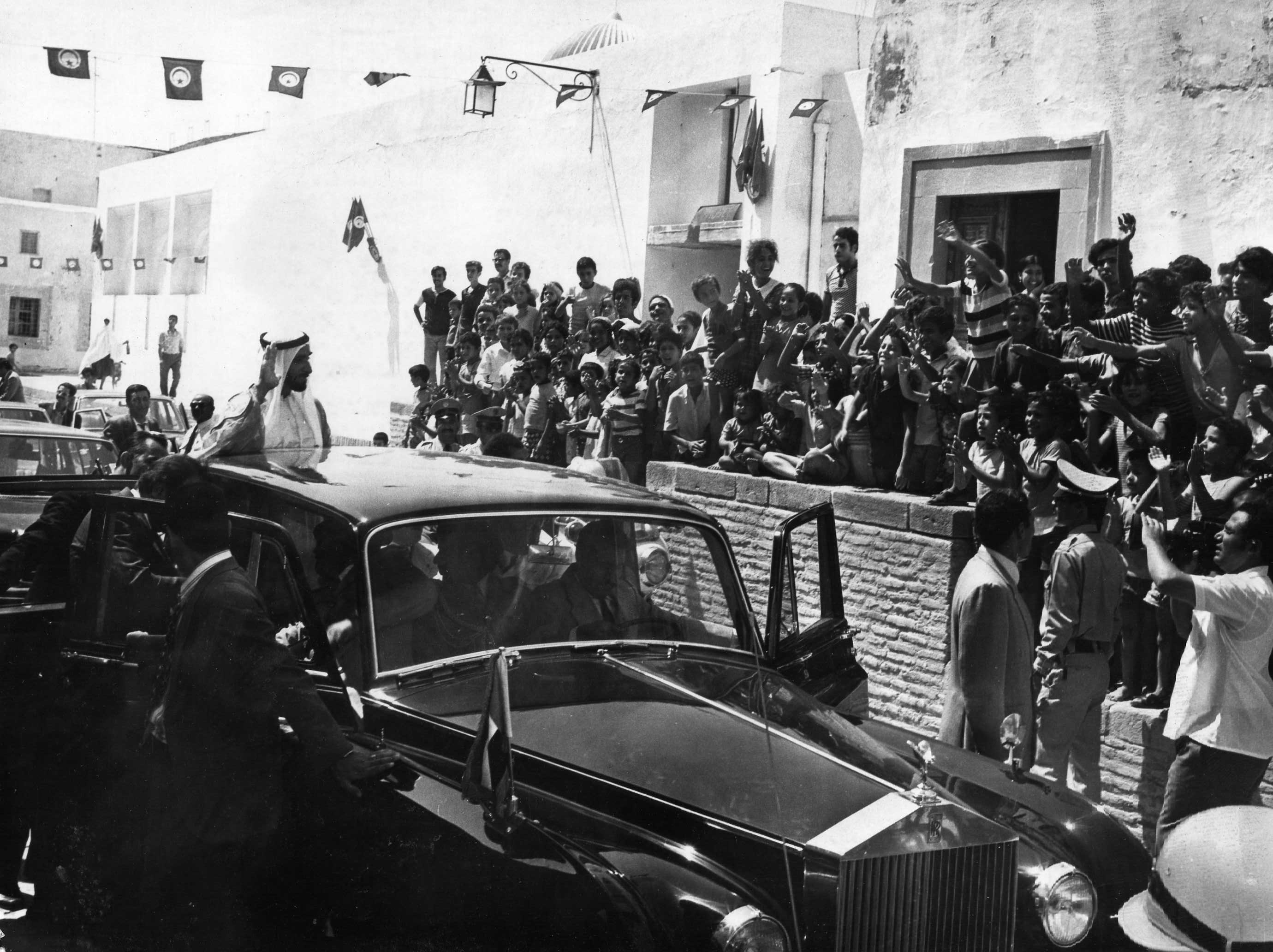
Zayed saluta la folla tunisina durante la sua visita alla città di al-Qayrawan a metà degli anni '70.

Zayed fu determinato a unire gli emirati in una federazione. Le sue richieste di cooperazione si estendevano attraverso il golfo Persico e fino all'Iran. Sosteneva il dialogo come mezzo per sedare la diatriba con Teheran sulla questione delle tre isole strategiche del golfo che l'Iran aveva strappato all'emirato di Sharja nel 1971. Le isole rimangono tuttora nelle mani dell'Iran, nonostante più di trent'anni di iniziative diplomatiche degli Emirati Arabi Uniti.
L'atteggiamento dello sceicco Zayed verso i suoi vicini può essere visto nella sua posizione riguardo alla disputa su Umm al Zamul del 1964, quando espresse un sincero desiderio che suo fratello Shakhbut accettasse "la proposta di Sultan per una zona neutrale". A questo proposito disse: "Era ridicolo litigare per un pozzo così amaro che pochi beduini potevano intorpidire le sue acque o per una piccola area di deserto arido, quasi totalmente non frequentato. C'era il petrolio nella zona ma Abu Dhabi ne aveva già così tanto che poteva ben permettersi di risparmiarne un po' per i suoi vicini meno fortunati".
Inoltre, durante le trattative tra gli emirati di Abu Dhabi e Dubai che portarono alla formazione dell'Unione Abu Dhabi-Dubai (che precedette la formazione degli Emirati Arabi Uniti), Zayed fu estremamente generoso con lo sceicco Rashid. Kemal Hamza, l'inviato di Rashid all'incontro tra Zayed e Rashid che si tenne a Sumeih osservò che "Zayed era estremamente generoso durante i negoziati e sembrava pronto a dare a Rashid quello che voleva". Ciò equivaleva a "diritti petroliferi nel fondo del mare che potrebbero valere milioni di dollari all'anno anche a rischio di critiche in casa per aver concesso così tanto". Inoltre diede luogo a commenti che tali concessioni costituivano "un'alienazione del territorio di Abu Dhabi". Il successivo corso degli eventi dimostrò che nessuna di queste argomentazioni aveva superato la prova del giudizio alla luce dell'obiettivo molto più alto che Zayed aveva in mente e che in ultima analisi giustificò ampiamente i sacrifici da lui sostenuti. Tali concessioni sono rare nei registri della storia e le notizie di questa generosità viaggiarono in lungo e in largo.
Era considerato un governante relativamente liberale e consentì le attività dei mezzi di comunicazione privati. Tuttavia, ci si aspettava che essi esercitassero un'auto-censura ed evitassero le critiche a Zayed o alle famiglie regnanti. La libertà di culto era permessa e fino a un certo punto furono concesse delle indennità per le culture straniere, ma questo non sempre si collocava comodamente negli occhi del più ampio mondo arabo con il ruolo di Zayed come capo di Stato musulmano. Era in ottimi rapporti con monsignor Giovanni Bernardo Gremoli, vicario apostolico dell'Arabia.
Zayed esitò dalle polemiche quando espresse le sue opinioni sugli eventi attuali nel mondo arabo. Turbato dalla sofferenza dei civili iracheni, chiese la revoca delle sanzioni economiche all'Iraq imposte dalle Nazioni Unite all'indomani dell'invasione irachena del Kuwait del 1990, nonostante il dispiacere e l'opposizione del Kuwait.
Zayed era uno degli uomini più ricchi del mondo. Nel 2004 la rivista Forbes stimò la sua fortuna a circa 20 miliardi di dollari. La fonte di questa ricchezza era quasi esclusivamente dovuta all'immensa ricchezza petrolifera di Abu Dhabi e della Federazione, che sono tra i primi dieci paesi per riserve di petrolio. Nel 1988 acquistò, per 5 milioni di sterline, Tittenhurst Park a Sunninghill, Berkshire, come sua residenza in Inghilterra.

### Politiche e beneficenza
All'epoca in cui gli inglesi si ritirarono dal golfo Persico nel 1971, Zayed sovrintese alla creazione del Fondo di Abu Dhabi per lo sviluppo economico arabo. Alcune delle sue ricchezze petrolifere furono incanalate in quaranta nazioni islamiche meno fortunate di Asia e Africa durante i decenni successivi.
Usando le enormi entrate petrolifere del paese, Zayed costruì istituzioni come ospedali, scuole e università e rese possibile ai cittadini degli Emirati Arabi Uniti il libero accesso ad essi. La volontà di Zayed di dare e condividere la sua ricchezza colossale con altri superò i confini degli Emirati. Per il sovrano era pratica abituale fare donazioni liberali per un importo di milioni di sterline per cause meritevoli nel mondo arabo, nei paesi vicini e nel mondo in generale.
Quando nell'aprile del 1997 il New York Times gli chiese come mai negli Emirati Arabi Uniti non vi fosse un Parlamento eletto, Zayed rispose:
Abbiamo sempre detto che il nostro popolo dovrebbe esprimere apertamente le proprie richieste. Siamo tutti sulla stessa barca, e sono sia il capitano che l'equipaggio. Le nostre porte sono aperte per sentire qualsiasi opinione, e questo è ben noto a tutti i nostri cittadini. È nostra profonda convinzione che Allah ha creato persone libere e ha prescritto che ogni individuo debba godere della libertà di scelta. Nessuno dovrebbe comportarsi come se fosse il proprietario degli altri.
Coloro che sono nella posizione di leader dovrebbero trattare i loro sudditi con compassione e comprensione, perché questo è il dovere loro imposto da Allah, il quale ci impone di trattare tutte le creature viventi con dignità. Come può esserci qualcosa di meno per l'umanità, creata come i successori di Allah sulla terra? Il nostro sistema di governo non trae la sua autorità dall'uomo, ma è sancito dalla nostra religione e si basa sul Libro di Allah, il Corano. Che bisogno abbiamo di ciò che altri hanno evocato? I suoi insegnamenti sono eterni e completi, mentre i sistemi evocati dall'uomo sono transitori e incompleti.»
Spesso distribuiva gratuitamente la terra ai contadini. Tuttavia, mentre questa politica andava a vantaggio di molte famiglie senza terra, ai clan e agli individui enormemente benestanti venivano concessi sussidi agrari gratuiti in proporzione al loro status e influenza con la famiglia reale. Il suo majlis, un consiglio consultivo tradizionale nel mondo arabo, era aperto al pubblico. Permise la costruzione ad Abu Dhabi di edifici religiosi non musulmani, come chiese e un tempio. Zayed si dimostrò anche a favore di alcuni diritti per le donne, come l'accesso all'istruzione e ai diritti sul lavoro, entro i parametri tradizionali. Le sue opinioni sui diritti delle donne erano considerevolmente più liberali rispetto alle sue controparti nelle nazioni del Consiglio di cooperazione del Golfo.
Nel 1982 delle inondazioni devastarono il governatorato di Ma'rib nello Yemen. Zayed nel 1984 finanziò quindi la costruzione dell'attuale diga di Ma'rib. Questa sostituì quella antica che era stata danneggiata anni prima e si dimostrò utile per sostenere l'agricoltura e l'economia del paese. Si dice che l'area di Ma'rib sia la zona di origine dei suoi antenati che poi migrarono verso quelli che oggi sono gli Emirati Arabi Uniti.

### Centro Zayed
La polemica sulle opinioni del Centro Zayed, considerate talvolta anti-semite, impose all'Harvard Divinity School di restituire la donazione di 2,5 milioni fatta dallo sceicco Zayed nel 2000 come "denaro contaminato". L'ex presidente degli Stati Uniti Jimmy Carter accettò il Premio internazionale Zayed per l'ambiente nel 2001. Esso includeva un premio in denaro di 500 000 dollari dal Centro Zayed. Il presidente nel suo discorso di accettazione disse che il premio aveva un significato in più per lui, dal momento che era stato premiato da un suo amico personale.
Ci fu una polemica simile quando nel 2008 la London School of Economics accettò una grande donazione da parte del Centro Zayed da utilizzare per costruire una nuova sala conferenze nel Nuovo Edificio Accademico. Nonostante le proteste studentesche, la donazione venne accettata e oggi lo Sheik Zayed Theatre è la seconda aula più grande del campus.
L'equivoco di Harvard, la polemica di Carter e la generosa pubblicità negativa, spinsero Zayed a chiudere il centro nell'agosto del 2003, affermando che esso "si era impegnato in un discorso che contraddiceva nettamente i principi della tolleranza interconfessionale".

### Vita personale
Ebbe ventisei figli con sei donne. Oltre al primogenito Khalifa, suo erede quale emiro e presidente della Federazione, degni di nota sono Mohammed, principe ereditario e ministro della difesa, e Mansur, ministro degli affari interni.

### Morte e funerale
Nel 1989, mentre era ricoverato in ospedale e sottoposto a una serie di test, il popolo degli Emirati Arabi Uniti gli scrisse una lettera di ringraziamento personale.
Da tempo malato, morì ad Abu Dhabi il 2 novembre 2004 all'età di 86 anni. Fu sepolto il giorno successivo nel cortile della nuova Gran Moschea dello Sceicco Zayed ad Abu Dhabi, a quei tempi ancora in costruzione. Il figlio maggiore, lo sceicco Khalifa, aveva assunto un ruolo crescente nel governo a partire dagli anni '80. Subito dopo la morte di suo padre gli succedette come sovrano di Abu Dhabi. Il giorno dopo il Consiglio supremo della Federazione lo ratificò come nuovo presidente della stessa.

### Memoriale del Fondatore
Nel 2018, un anno dedicato negli Emirati Arabi Uniti alla celebrazione della vita e dell'eredità di Zayed, fu aperto il Memoriale del Fondatore ad Abu Dhabi. Il memoriale consiste in un giardino all'aperto e in un giardino santuario, al centro del quale si trova un padiglione cubico che ospita The Constellation, un'opera d'arte dedicata alla memoria di Zayed.

## Memoria
Gli sono intitolati:
- l'Università Zayed, un istituto di istruzione superiore sponsorizzato dal governo con campus ad Abu Dhabi e Dubai;
- l'Università Sceicco Zayed, situata a Khost, nel sud-est dell'Afghanistan che è stato costruita con l'aiuto dello sceicco Zayed;
- la Sheikh Zayed City a Il Cairo, provincia di Giza, Egitto, costruita grazie a una donazione del Fondo per lo sviluppo di Abu Dhabi su indicazione dello sceicco;[34]
- il premio internazionale Zayed per l'ambiente e il premio Zayed per l'energia futura;
- l'Aeroporto di Kukës Zayed bin Sultan Al Nahyan, nella città di Kukës, nell'Albania settentrionale;
- l'Aeroporto Internazionale Shaikh Zayed situato a Rahim Yar Khan, nel Punjab, in Pakistan;
- lo Shaikh Zayed Medical College e l'ospedale situato a Rahim Yar Khan, nel Punjab, in Pakistan;
- la moschea Zayed bin Sultan Al Nahyan, conosciuta anche come moschea di Stoccolma, a Stoccolma, in Svezia;
- una sala conferenze alla London School of Economics;
- una scuola Hafiz a Gudermes, in Cecenia;
- la Sheikh Zayed Arab Falconry Heritage Wing al World Center of Birds of Prey di Boise, Idaho, che è stata creata grazie a una donazione dallo sceicco Mohamed bin Zayed Al Nahyan, figlio di Zayed;
- l'attuale diga di Ma'rib in quanto è anche chiamata "diga Zayed";[35]
- Zayed Town, che si trova nel centro del Bahrein. Essa è stata finanziata dallo sceicco Zayed e a lui intitolata. La prima fase di questo progetto venne inaugurata nel 2001;
- una strada in Montenegro in sua memoria dal 2013;[41]
- lo Sheikh Zayed Hospital per bambini e un altro per donne a Larkana Sindh in Pakistan;
- lo Sheikh Zayed Hospital e lo Shaikh Zayed Medical Complex di Lahore;
- la quinta tangenziale del Kuwait;
- la Sheikh Zayed Tower del Johns Hopkins Hospital di Baltimora;
- una delle strade principali del quartiere Berges du Lac di Tunisi;
- lo Sheikh Zayed Institute for Pediatric Surgical Innovation del Children's National Medical Center di Washington;
- la cattedra di malattie cardiovascolari presso la Mayo Clinic;
- lo Sheikh Zayed Children Welfare Center, un centro per bambini orfani situato a Mombasa, in Kenya.

Il 2018, durante il Dubai Light Show, fu chiamato "Anno di Zayed", per celebrare 100 anni dalla sua nascita.